# Парадела
Парадела (гал. Paradela, ісп. Paradela) — муніципалітет в Іспанії, у складі автономної спільноти Галісія, у провінції Луго. Населення — 2143 осіб (2009).
Муніципалітет розташований на відстані близько 420 км на північний захід від Мадрида, 29 км на південь від Луго.
Муніципалітет складається з таких паррокій: Альдосенде, Андреаде, Баран, Кастро, Кастро-де-Рей-де-Лемос, Ас-Кортес, Феррейрос, Франкос, А-Лаше, Лойо, Парадела, Сан-Факундо-де-Рібас-де-Міньйо, Сан-Мартіньйо-де-Кастро, Сан-Вісенте-де-Парадела, Санта-Крістіна-де-Парадела, Санталья-де-Парадела, Суар, Віларагунте.

## Демографія
Динаміка населення (INE ):

## Галерея зображень

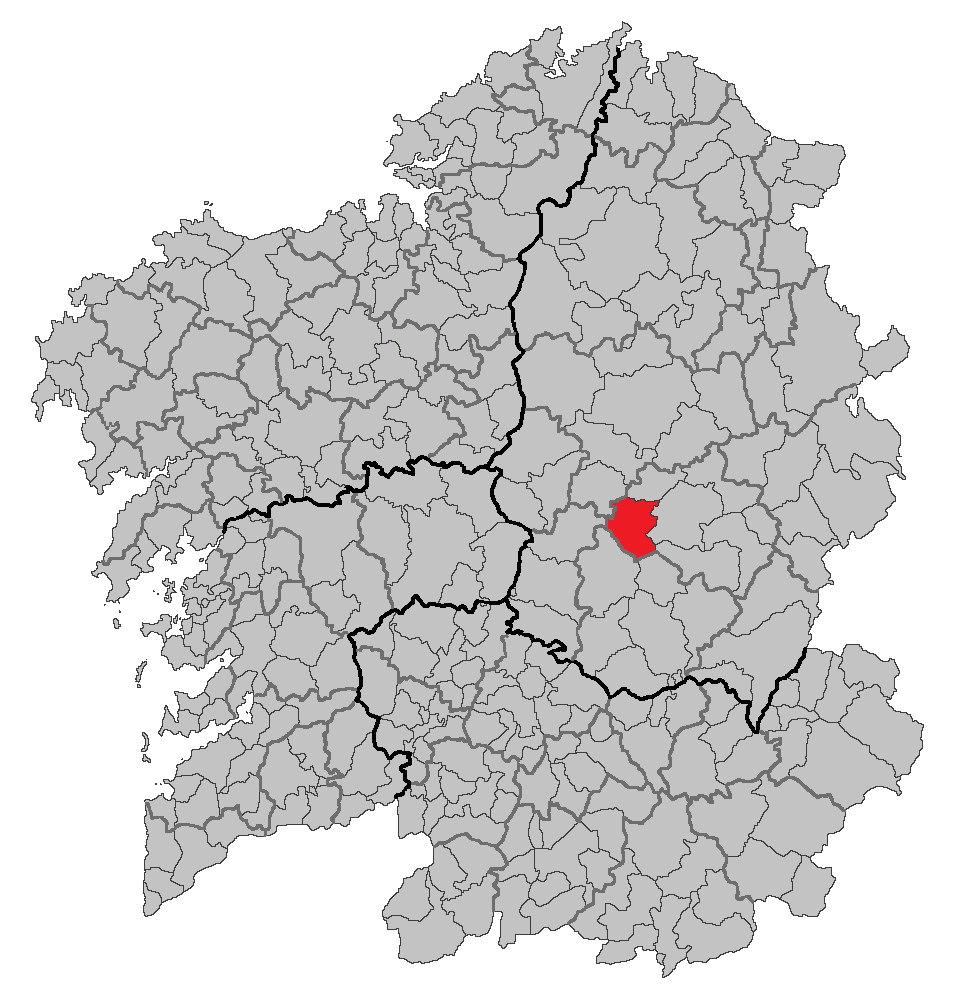
Розташування муніципалітету

## Парафії
Муніципалітет складається з таких парафій: 

## Релігія
Парадела входить до складу Лугоської діоцезії Католицької церкви.